# Okutania anonycha
Okutania anonycha (Pearcy e Voss, 1963) è un mollusco cefalopode appartenente alla famiglia Gonatidae. Si tratta dell'unica specie appartenente al genere Okutania.

## Descrizione
O. anonycha possiede mantello allungato e piuttosto stretto, fortemente muscolarizzato; nella parte anteriore ventrale vi è una profonda intaccatura nella quale è ospitato l'imbuto. Le pinne sono abbastanza piccole, di forma grossolanamente ovale, si prolungano brevemente oltre l'estremità posteriore del corpo in una corta coda gelatinosa; Le pinne occupano dal 22 al 27% della lunghezza del mantello e hanno una larghezza tra il 49 e il 55% della lunghezza del mantello. La clava tentacolare, piuttosto lunga e stretta, costituisce quasi la metà della lunghezza totale del tentacolo; non vi sono uncini e le ventose sono molto piccole, di dimensioni circa uguali, dotate di 3 o 4 denti e disposte in 15/15 serie trasversali. Le braccia portano 4 serie trasversali di ventose e da 6 a 8 piccoli uncini nella parte basale. Gli uncini sono presenti solo negli individui femminili mentre i maschi ne sono privi..
Pare che questa specie non superi i 15 cm di lunghezza.

## Distribuzione e habitat
O. anonycha è endemica dell'oceano Pacifico settentrionale tra il mare di Okhotsk e le isole Curili nella parte occidentale e le isole Aleutine, l'Alaska e l'Oregon sul lato americano. È particolarmente comune nella regione subartica ma molto raramente può trovarsi a sud fino alla Bassa California.
Questa specie si trova nell'oceano aperto, preferibilmente in corrispondenza di acque molto profonde nei pressi di seamounts. Effettua migrazioni nictemerali, dunque di notte può spingersi fino in superficie mentre durante le ore di luce si incontra in profondità, di solito entro circa 200 metri ma talvolta fino a 1500 metri.

## Biologia
Questa specie ha un ciclo vitale della durata di circa 1 anno.

### Riproduzione
La riproduzione pare avvenire durante tutto l'anno con picchi di particolare frequenza tra la fine dell'inverno e l'inizio della primavera e in estate. La maturita sessuale avviene a una lunghezza di 8-9 cm nelle femmine e di 7-8 cm nei maschi.

### Alimentazione
O. anonycha è una specie planctofaga, le prede più comuni sono copepodi, anfipodi iperidi, molluschi pteropodi, chetognati ed eufausiacei.

### Predatori
O. anonycha è predata da un gran numero di altri animali ed è un importante anello della rete trofica del nord Pacifico freddo. Tra i predatori vi sono pesci ossei come pesci castagna, salmoni del Pacifico (tra i quali il salmone rosa, il salmone argentato, il salmone cane e il salmone rosso), alalunghe, alepisauri, altri cefalopodi come Ommastrephes bartramii, uccelli marini come urie, berte dalla coda corta e albatros e mammiferi marini come callorini dell'Alaska, balenottere comuni, focene di Dall e numerosi altri cetacei odontoceti.

## Pesca
Nonostante le carni dalla consistenza gradevole, la taglia relativamente interessante e l'abbondate diffusione in diverse aree questa specie non è sfruttata dalla pesca.

## Tassonomia
Questa specie è stata storicamente ascritta al genere Berryteuthis.

## Conservazione
La lista rossa IUCN classifica questa specie come "a rischio minimo" a causa della sua vasta distribuzione geografica, delle ricche popolazioni e dell'assenza di impatti da parte dell'uomo. Tuttavia sono raccomandate nuove ricerche al fine di stabilire con esattezza la biologia della specie ed eventuali impatti non ancora conosciuti.